# Веве (футбольний клуб)
Веве (фр. Vevey-Sports) — швейцарський футбольний клуб з міста Веве. Клуб засновано 1905 року.

## Історія
Клуб виступає в другі лізі чемпіонату Швейцарії.
Сім сезонів провів у Суперлізі: 1974–75, 1981–82, 1982–83, 1983–84, 1984–85, 1985–86 та 1986–87.

## Відомі тренери
Мирослав Блажевич (1968–1971).